# 樟市镇 (桂阳县)
樟市镇为湖南省桂阳县所辖镇。2012年4月，与团结圩乡成建制合并新设樟市镇。樟市镇24个行政村、2个社区，总面积191.83平方公里，总人口4.35万人，镇人民政府驻樟树下（原樟市镇驻地）。

## 行政区域
- 樟市镇2012年4月与团结圩乡合并前行政区划代码431021112，政府驻樟树下；下辖（2011年末）樟市村、甫口村、山背村、高塘村、红冲村、舍市村、东郊村、竹里村、泊山村、水盘村、毛甫村、京口村、桐木村、新桥村、梅塘村共计15行政村。2012年4月原下辖山背村成建制划至新设立的龙潭街道。
- 2012年4月并入的团结圩乡原行政区划代码431021205；团结圩乡（2011年末）下辖团结村、公和村、洋塘村、东冲村、平都村、曾家村、禾苍头村、竹中村、龟上村、深塘村共计10行政村。